# Fitzroy Simpson
Fitzroy Simpson (ur. 26 lutego 1970 w Bradford-on-Avon) – piłkarz jamajski grający na pozycji pomocnika.

## Kariera klubowa
Simpson urodził się w Wielkiej Brytanii w rodzinie pochodzenia jamajskiego. Karierę piłkarską rozpoczął w klubie Swindon Town. W 1988 roku zadebiutował w jego barwach w Division Two. W sezonie 1989/1990 był jego podstawowym zawodnikiem i występował do 1992 roku. 6 marca przeszedł za pół miliona funtów do grającego w Division One Manchesteru City. W barwach City nie zawsze występował jednak w pierwszym składzie na boiskach ekstraklasy Anglii, a na początku 1995 roku wypożyczono go na pół roku do Bristol City z Division One.
W sierpniu 1995 Simpson został sprzedany za 200 tysięcy funtów do Portsmouth F.C. Dwa dni później zadebiutował w Division One w spotkaniu z Grimsby Town (1:2). W „The Pompeys” grał do grudnia 1999 roku, ale nie zdołał awansować z tym klubem do Premiership, a w sezonie 1999/2000 stracił miejsce w składzie.
Kolejnym klubem Fitzroya w karierze był szkocki Heart of Midlothian F.C. z Edynburga, do którego trafił za 100 tysięcy funtów. Przez dwa lata wystąpił tylko 17 razy, a międzyczasie został wypożyczony do Walsall F.C., a następnie sprzedany. W „The Saddles” grał do 2003 roku i wówczas został piłkarzem Telford United, a po likwidacji klubu w maju 2004 odszedł do północnoirlandzkiego Linfield F.C. z Belfastu. W 2005 roku występował w amatorskm Havant & Waterlooville, a od 2007 roku gra w Eastleigh F.C. grającym w Conference South (odpowiednik 6. ligi Anglii).

## Kariera reprezentacyjna
W reprezentacji Jamajki Simpson zadebiutował w 7 września 1997 roku w spotkaniu z Kanadą (1:0), kiedy zdecydował się reprezentować kraj swoich przodków. W 1998 roku został powołany przez selekcjonera René Simõesa do kadry na Mistrzostwa Świata we Francji. Tam zagrał we wszystkich trzech spotkaniach: przegranych 1:3 z Chorwacją i 0:5 z Argentyną oraz wygranym 2:1 z Japonią. Ostatni mecz w „Reggae Boyz” rozegrał w 2002 roku.